# Albert Hassler
Albert Hassler, francoski hokejist, * 2. november 1903, Chamonix, Francija, † 22. september 1994, Chamonix, Francija.
Hassler je bil hokejist klubov Chamonix HC v francoski ligi in Berliner SC v nemški ligi, za francosko reprezentanco pa je nastopil na treh olimpijskih igrah in dveh evropskih prvenstvih, na katerih je osvojil po eno zlato in srebrno medaljo.
Na Zimskih olimpijskih igrah 1924 je nastopi poleg hokeja tudi v hitrostnem drsanju.
Njegova hči Nicole je bila umetnostna drsalka. 